# Henriettea odorata
Henriettea odorata là một loài thực vật có hoa trong họ Mua. Loài này được (Markgr.) Almeda mô tả khoa học đầu tiên.